# CONIFA-Weltfußballmeisterschaft 2020
Die CONIFA-Weltfußballmeisterschaft 2020 (Confederation of Independent Football Associations) wäre die vierte Ausgabe der CONIFA-Weltfußballmeisterschaft gewesen, eines von der CONIFA organisierten internationalen Fußballturniers für Staaten und Regionen, die nicht zur FIFA gehören.
Das Turnier sollte ursprünglich in Somaliland stattfinden, aber diese Pläne wurden im August 2019 zurückgezogen. Der neue Austragungsort sollte in Skopje (Nordmazedonien) vom 30. Mai bis 7. Juni 2020 sein. Allerdings wurde die Veranstaltung am 23. März 2020 aufgrund der COVID-19-Pandemie erneut zurückgezogen und später komplett abgesagt.
Es war geplant mit vier Gruppen zu je vier Mannschaften zu spielen:
Gruppe A: Parishes of Jersey, Panjab, Kurdistan, Chagos-Inseln
Gruppe B: Karpatenukraine, Westarmenien, Tamil Eelam, Kabylei
Gruppe C: Mapuche, Matabeleland, Kernow, Australian First Nations
Gruppe D: Südossetien, Kaskadien, Vereinigte Koreaner in Japan, Darfur